# Theodor Collin
Theodor Collin (2. november 1815 – 1902) var en dansk læge og titulær professor.
Han var søn af Jonas Collin og bror til Edvard Collin. Collin blev cand.med. 1841, var overskibslæge 1847-48 og læge ved Søetatens Hospital og var fra 1849 til 1894 teaterlæge ved Det Kongelige Teater, hvor han blev efterfulgt af Johan M. Risom. 1859 blev han titulær professor.
Collin var en af de fem læger, der var til stede ved Bertel Thorvaldsens obduktion, idet han efter alt at dømme repræsenterede sin far Jonas Collin, der var eksekutor i Thorvaldsens dødsbo. Theodor Collin var ven med H.C. Andersen, som han bl.a. rejste sammen med 1843. Han er nævnt flere gange i digterens breve.
Han var amatørfotograf og har taget billeder af H.C. Andersen ved den collinske gård i Amaliegade. 
Collin var ugift og er begravet på Frederiksberg Ældre Kirkegård.